# ウォレンサック
ウォレンサック（Wollensak Optical Co., ）はアメリカ合衆国、ロチェスターに存在した総合映像機器メーカーである。製品はカメラ、レンズ、シャッター、テープレコーダー、双眼鏡等が知られている。

## 歴史
- 1862年 - 創業者アンドリュー・ウォレンサック（Andrew Wollensak ）がドイツ、ヴィースバーデンで生まれた[1]。
- 1864年 - アンドリュー・ウォレンサックの弟ジョン・チャールズ・ウォレンサック（John Charles Wollensak ）がドイツ、ヴィースバーデンで生まれた[1]。
- 1882年 - アンドリュー・ウォレンサックがボシュロムに機械工として就職した[1]。
- 1886年 - ジョン・チャールズ・ウォレンサックがアメリカへ移住した[1]。
- 1890年 - アンドリュー・ウォレンサックがボシュロムの職工長となり、シャッターの設計を始めた[1]。
- 1899年 - 引退した醸造家スティーヴン・ローバーから資金援助を受けアンドリュー・ウォレンサックとジャン・ウォレンサックが会社ローバー&ウォレンサックを創業した。
- 1902年 - カメラレンズの製造を始めた。
- 1905年 - ロチェスター・レンズを買収した[1]。
- 1909年 - 有名なオプティモシャッターを開発した[1]。
- 1924年 - 会社をロチェスターのハドソン通りに移転した[1]。
- 1933年 - ジョン・チャールズ・ウォレンサックが亡くなった[1]。
- 1936年 - アンドリュー・ウォレンサックが亡くなった[1]。
- 1953年 - リビア・カメラ（Revere Camera Company ）に買収された[1]。
- 1960年 - 3Mに買収された[1]。
- 1972年 - 廃業した[1]。

## 製品一覧
レンズはオプター（Optar ）、ラプター（Raptar ）、ヴェリート（Verito ）、ヴェロスチグマット（Velostigmat ）など、シャッターはアルファックス（Alphax ）、ベタックス（Betax ）、レギュラー（Regular ）、レグノ（Regno ）、スタジオ（Studio ）などのブランドを使用しており、パイヤール=ボレックス、ボルシー、グラフレックス、小西本店、ポラロイド、ニューヨークライツなどに製品を納入した。

### 大判用

#### オプター
- オプター135mmF4.7 - 準広角で狭い部屋などで撮影しやすいコダック製エクター127mmF4.7程多用されなかったが、スピードグラフィックの標準レンズとして使用された[2]。
- テレオプター380mmF5.6[3]

#### ポートレート・シリーズA
ヴェリートの前身となるレンズで、焦点距離の表示はない。F5で5×7in判まで対応する。

#### ヴェリート
ヴェリートは2群4枚の軟焦点レンズで、高級軟焦点レンズの代名詞として長年にわたり使用されて来た。そのため例えばベス単フード外しなど安価な軟焦点レンズに関して「プアマンズ・ヴェリート」という表現が存在する。旧型は色収差を残してソフト効果を得る設計だったが、1928年に非点収差を残してソフト効果を得る設計に変更された。このためカラー写真を撮影する場合には新型を使用する必要がある。
- ヴェリート8¾inF4[5]
- ヴェリート11½inF4[4]
- ヴェリート18inF4[4]

#### ヴェリター
ヴェリートの改良型。コーティングされカラーの発色も良い。
- ヴェリター14inF6[4]